# Státní znak Turkmenistánu
Státní znak Turkmenistánu, je emblém, tvořený zeleným osmiúhelníkem se zlatým okrajem, do něhož jsou vepsány dva soustředné kruhy, vnitřní světle modrý, vnější červený. Kruhy jsou zlatě lemovány. V modrém kruhu je Janardag – achaltekinský kůň prvního (a doživotního) turkmenského prezidenta Saparmurata Nijazova. V červeném mezikruží je umístěno pět základních kobercových vzorů (gjolů): achalteke, salyr, ersary, čovdur a jomut. V zeleném poli je nahoře, nad kruhy, bílý půlměsíc s pěti pěticípými hvězdami, po stranách jsou dva zlaté, pšeničné klasy a dole je sedm bílých, otevřených tobolek bavlníku se zelenými lístky.
Tvar znaku (do roku 2003 byl kruhový) byl (dle předkládajícího projevu prezidenta Nijazova) vybrán, protože jej Turkmeni odedávna považuji za symbol hojnosti, míru a pokoje. Kobercové vzory symbolizují přátelství a jednotu turkmenského lidu.

## Historie
Znaky Turkmenské sovětské socialistické republiky:

Znak Turkmenské SSR (1926–1927)
Znak Turkmenské SSR (1927–1937)
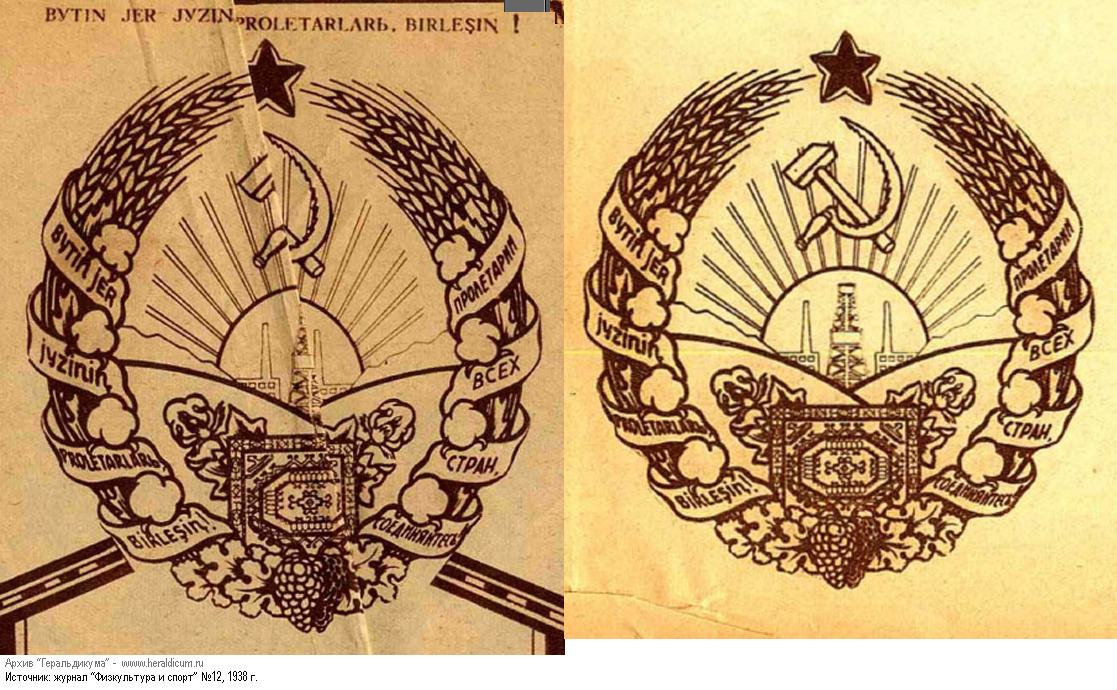
Znak Turkmenské SSR (1937–1941)
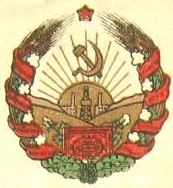
Znak Turkmenské SSR (1941–1946)
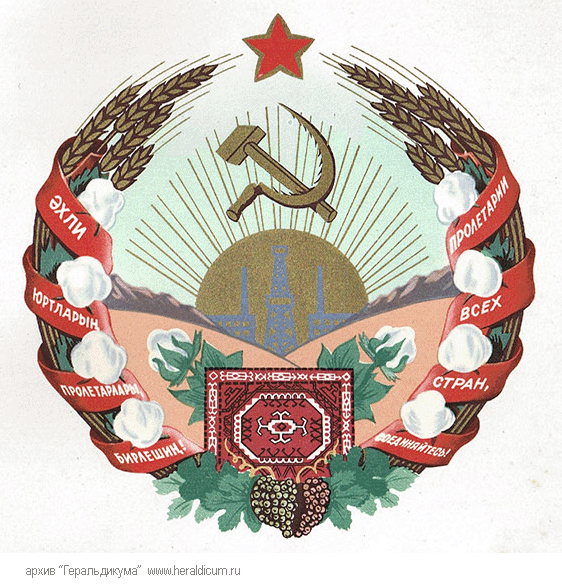
Znak Turkmenské SSR (1946–1978)
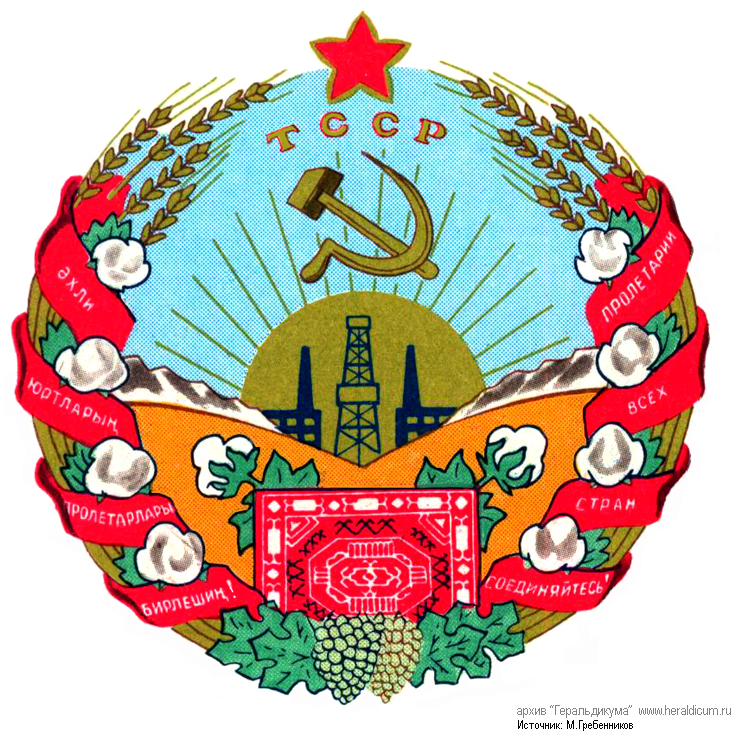
Znak Turkmenské SSR (1978–1992)

15. srpna 2003 byl zákonem o státním znaku přijat (turkmenským Madžlisem) nový státní znak platný dodnes. 16. srpna vstoupil zákon v platnost. Měnil se jím tvar emblému z kruhového na osmicípou hvězdu. Osmicípá hvězda byla použita již na sumerských pečetidlech a amuletech (přibližně z období 2800 před n. l.) Umělecká díla s tímto tvarem se používala již v Babylónu, Asýrii, Indii, Persii, Číně a v dalších východních zemích. Osmicípou hvězdu užívali na svých praporech vládci říší na území dnešního Turkmenistánu: velkého turkmenského předka, chána Oghuze a také mnoha vládců Seldžucke říše – bejů Togrula, Čagry a dalších. Osmicípá hvězda je také hlavním motivem turkmenských koberců.

Turkmenský státní znak (1992–2000)
Turkmenský státní znak (2000–2003)